# Isoetes precocia
Isoetes precocia là một loài dương xỉ trong họ Isoetaceae. Loài này được R.L. Small & Hickey mô tả khoa học đầu tiên.